# Zeitschrift für Physik
Zeitschrift für Physik — колишня серія наукових журналів із фізики, що видавалися в Німеччині з 1920 по 1997 рік видавництвом   Springer Berlin Heidelberg. У 1997 журнали серії об'єдналися з іншими європейськими фізичними журналами в нову серію European Physical Journal.

## Історія
- Zeitschrift für Physik (1920–1975 ISSN 0044-3328). Перші три випуски були додатком до Verhandlungen der Deutsche Physikalische Gesellschaft. 1975 року журнал розділився на три.

- Zeitschrift für Physik A (1975–1997). Початково мав підназву Атоми й ядра (ISSN 0340-2193). У 1986 розділився на Zeitschrift für Physik A: Atomic Nuclei (ISSN 0939-7922) та Zeitschrift für Physik D. Zeitschrift für Physik A продовжився як European Physical Journal A.

- Zeitschrift für Physik B (1975–1997). Виник унаслідок розділення Zeitschrift für Physik та злиття з  Physics of Condensed Matter (ISSN 0340-2347). Physics of Condensed Matter був продовженням Physik der Kondensierten Materie ISSN 0031-9236). Початковою підназвою Zeitschrift für Physik B було Condensed Matter and Quanta (ISSN 0340-224X), але 1980 року вона змінилася на Condensed Matter (ISSN 0722-3277). Zeitschrift für Physik B злився з Journal de Physique I (ISSN 1155-4304) з утворенням European Physical Journal B.

- Zeitschrift für Physik C: Particles and Fields (1979–1997, ISSN 0170-9739). Продовжується як European Physical Journal C.

- Zeitschrift für Physik D:  Atoms, Molecules and Clusters (1986–1997, ISSN 0178-7683). Zeitschrift für Physik D злився з Journal de Physique II (ISSN 1155-4312 й утворив European Physical Journal D.